# 革新自治体
革新自治体（日语：／）是指由日本共产党、社会民主党、原日本社会党等革新势力支持的首长执政的日本地方自治体。

## 主要现任首长
基本上指的是通过日本共产党等革新系政党间的选举合作当选的首长，但也有一种分类认为在日本共产党不是执政党所在的自治体不算作革新自治体。此外，即使没有共产党的支持，仅有日本劳动组合总联合会的支持，也被认为是“保革对决”的情况，以下是相关的记录：

### 令和时期就任

#### 知事
- 大野元裕 - 埼玉县知事（2019 - ），前国民民主党参议院议员。获得立宪民主党埼玉县联、国民民主党埼玉县联、社会民主党埼玉县联的支持，日本共产党埼玉县委员会自主支持。
- 鈴木康友 - 静冈县知事（2024 - ），前民主党众议院议员、浜松市长。因前任者川胜平太辞职举行的知事选举（2024年静冈县知事选举）中，获得立宪民主党、国民民主党、联合静冈的推荐，击败了自民党推荐候选人、共产党公认候选人等，初次当选。

#### 市长
- 畠山渉 - 北海道赤平市长（2019 - ），获得市职员劳动组合、联合北海道赤平地区联合会的支持。
- 内田干夫 - 新潟县鱼沼市长（2020 - ），获得日本共产党的支持，日本共产党是市政执政党。
- 当铭真荣 - 冲绳县絲滿市长（2020 - ），获得日本共产党的支持，日本共产党是市政执政党。
- 山中竹春 - 神奈川县横滨市长（2021 - ），由立宪民主党推举，社民党和日本共产党支持。前横滨市立大学教授。
- 座喜味一幸 - 冲绳县宫古岛市长（2021 - ），获得立宪民主党、日本共产党、社会民主党、冲绳社会大众党的推荐，日本共产党是市政执政党。
- 高桥透 - 宮崎县日南市长（2021 - ），前社会民主党县议会委员。获得联合宫崎的推荐。
- 小林洋子 - 东京都小平市长（2021 - ），前立宪民主党小平市议员。获得立宪民主党、国民民主党、生活者网络的推荐，日本共产党支持。日本共产党是市政执政党。
- 山崎晴恵 - 兵库县宝塚市长（2021 - ），获得立宪民主党、社民党的支持，日本共产党支持。日本共产党是市政执政党。
- 稻田亮 - 新潟县见附市长（2021 - ），获得日本共产党的支持。日本共产党是市政执政党。
- 太田和美 - 千叶县柏市长（2021 - ），前民主党众议员。获得立宪民主党、日本共产党、れいわ新选组的支持，日本共产党是市政执政党。
- 山本景 - 大阪府交野市长（2022 - ），获得日本共产党的支持，日本共产党是市政执政党。
- 酒井大史 - 东京都立川市长（2023 - ），前立宪民主党东京都议员。获得日本共产党的支持。日本共产党是市政执政党。
- 村上卓哉 - 福冈县田川市长（2023 - ），获得日本共产党的支持。日本共产党是市政执政党。

#### 特别区长
- 岸本聪子 - 东京都杉并区长（2022 - ），获得立宪民主党、日本共产党、れいわ新选组、社民党、杉并生活者网络、绿色党等的支持。日本共产党是区政执政党。

#### 町长
- 蛭田泰昭 - 福岛县矢吹町长（2020 - ），获得日本共产党的支持。日本共产党是町政执政党。
- 中淳志 - 京都府笠置町长（2020 - ），获得日本共产党的支持与推荐。日本共产党是町政执政党。
- 引地真 - 福岛县国见町长（2020 - ），获得日本共产党的支持。日本共产党是町政执政党。
- 石畑博 - 鹿儿岛县南大隅町长（2021 - ），击败前自民党众议院议员秘书当选。
- 田村美子 - 东京都日出町长（2021 - ），获得共产党的支持。日本共产党是町政执政党。
- 冈本伸司 - 兵库县猪名川町长（2021 - ），击败自公候选人当选。
- 藤原一二 - 福岛县川俣町长（2021 - ），获得日本共产党的支持。日本共产党是町政执政党。
- 渡久地政志 - 冲绳县北谷町长（2021 - ），获得日本共产党的推荐。日本共产党是町政执政党。
- 平山富子 - 千叶县多古町长（2022 - ），得到共产党自主支持。
- 桥元伸一 - 宮城县山元町长（2022 - ），获得日本共产党的支持。日本共产党是町政执政党。

#### 村长
- 当山全伸 - 冲绳县东村长（2019 - ），支持反对名护市边野古的美军新基地建设，获得日本共产党的支持。日本共产党是村政执政党。
- 晴山裕康 - 岩手县九户村长（2020 - ），获得日本共产党的支持。日本共产党是村政执政党。
- 友寄景善 - 冲绳县大宜味村长（2022 - ），获得日本共产党的支持。日本共产党是村政执政党。

### 平成时期就任

#### 知事
- 达增拓也 - 岩手县知事（2007 - ），前民主党众议员。获得国民民主党、立宪民主党、日本共产党、社会民主党的推荐。到2023年12月1日时，日本共产党是县政执政党。
- 吉村美荣子 - 山形县知事（2009 - ），通过民主党、共产党、社民党的支持当选。2021年山形县知事选举中，获得立宪民主党、日本共产党、国民民主党等县组织的自主支持。
- 玉城丹尼 - 冲绳县知事（2018 - ），前自由党众议员。获得全冲绳（立宪民主党、日本共产党、れいわ新选组、社会民主党、冲绳社会大众党、にぬふぁぶし）的推荐，日本共产党是县政执政党。

#### 市长
- 赖高英雄 - 埼玉县蕨市长（2007 - ），拥有日本共产党党籍。日本共产党是市政执政党。
- 武广勇平 - 佐贺县上峰町长（2009 - ），前民主党参议院议员秘书。获得立宪民主党的支持。
- 阿部裕行 - 东京都多摩市长（2010 - ），获得民主党、共产党、社民党、网络的推荐。多摩市是町村时代中首次由革新系首长领导的市。日本共产党是市政执政党。
- 五位塚刚 - 鹿儿岛县曾於市长（2013 - ），市政中首位拥有日本共产党党籍的市长。尽管在2017年脱离党籍，但仍继续获得日本共产党的支持。到2023年时，日本共产党是市政执政党。
- 越川信一 - 千叶县銚子市长（2013 - ），获得日本共产党的支持。日本共产党是市政执政党。
- 远藤让一 - 岩手县久慈市长（2014 - ），在2018年3月18日的久慈市长选举中，获得日本共产党的支持，并转向革新系。日本共产党是市政执政党。
- 秋元克广 - 北海道札幌市长（2015 - ），前札幌市副市长。在上田文雄的推荐下，通过民主党、新党大地、社民党的推荐获得初次当选。第二期开始获得自民党、公明党的地方组织支持，实际上成为了一个日本共产党除外的与野党联合。
- 五十岚立青 - 茨城县筑波市长（2016 - ），获得包括日本共产党在内的市议会反对党支持。
- 矶田达伸 - 新潟县长冈市长（2016 - ），获得日本共产党的支持。日本共产党是市政执政党。

## 主要离任首长
基本上指的是通过日本共产党等革新派政党间的选举合作当选的首长，但在日本共产党不是执政党自治体中，可能不被包括在革新自治体的分类中。也有不受共产党支持或支援的首长，仅在保守和革新对决的报道中被列出。

### 平成时期就任

#### 知事
- 大田昌秀 - 冲绳县知事（1990 - 1998），知事退任后，社民党参议院议员1期。
- 堀达也 - 北海道知事（1995 - 2003），在横路孝弘的任下担任副知事后，1995年知事选举中以新进党、日本社会党、公明、民社协会推荐的候选人身份当选。第二期时，自民党也开始支持，实际成为了除日本共产党以外的所有政党的联合支持。
- 大田正 - 德岛县知事（2002 - 2003）。
- 川胜平太 - 静冈县知事（2009 - 2024），在2017年知事选举中击败了前静冈县教育委员会主席、柔道家溝口纪子获得三次连任，2021年知事选举中获得立宪民主党和国民民主党的支持、连合静冈的推荐和日本共产党的自主支援，成功连任四次。然而，2024年4月1日在县政府对新聘职员的训示内容引发问题，4月10日向县议会主席提交辞职请求，5月9日辞职。
- 翁长雄志 - 冲绳县知事（2014 - 2018），曾任那霸市长，自民党会员，担任那霸市长期间将美军那霸军港迁至浦添市。
- 米山隆一 - 新潟县知事（2016 - 2018），现任众议院议员，曾有自民党、日本维新会、民进党的党籍。在任新潟县知事期间为历史最短，大约一年半。知事退任后于2021年10月的第49次众议院选举中当选，击败了前任知事泉田裕彦。

#### 市长
- 石仓孝昭 - 島根县松江市长（1989 - 1993）。
- 稻叶三千男 - 东京都东久留米市长（1990 - 2001）。
- 五十里武 - 茨城县鹿嶋町长（1990 - 1995）→ 鹿岛市长（1995 - 1999）。
- 敦贺一夫 - 北海道稚内市长（1991 - 1999），曾任稚内市议员（社会党）。以多选批评为口号，击败了同样来自社会党的现任市长滨森辰雄当选。
- 大滨长照 - 冲绳县石垣市长（1994 - 2010）。
- 伊志岭亮 - 冲绳县平良市长・宫古岛市长（1994 - 2008）。
- 酒井哲夫 - 福井县福井市长（1994 - 2006），从社会党县本部委员长转为市长。
- 增田昌三 - 香川县高松市长（1995 - 2007），作为脇信男的继任者以自共联合候选人身份当选，但后来日本共产党成为市政野党。
- 矢野裕 - 东京都狛江市长（1996 - 2012），在津田一朗落选后7年首次当选的日本共产党市长。
- 山崎真秀 - 东京都国分寺市长（1997 - 2001）。
- 长尾淳三 - 大阪府东大阪市长（1998 - 2002、2006 - 2007），日本共产党市长。
- 秋叶忠利 - 广岛县广岛市长（1999 - 2011），曾为社会民主党众议院议员。
- 上原公子 - 东京都国立市长（1999 - 2007）。
- 佐护彰 - 爱知县日进市长（1999 - 2007）。
- 中川鲜 - 岐阜县中津川市长（2000 - 2004），在旧长野县山口村的跨县合并风波中担任市长。
- 饭塚昭吉 - 栃木县佐野市长（2001 - 2005）。
- 中岛隆利 - 熊本县八代市长（2002 - 2005），市长退任后担任社民党众议院议员1期。
- 伊波洋一 - 冲绳县宜野湾市长（2003 - 2010），市长退任后成为参议院议员（现职）。
- 滨田博 - 大分县别府市长（2003 - 2015）。
- 中里长门 - 岩手县陆前高田市长（2003 - 2011），日本共产党市长。初次当选时得到自民党市议员的部分支持。
- 塚本光男 - 茨城县取手市长（2003 - 2007），虽然是自治劳组织内部候选人，但与自民党关系密切。
- 上田文雄 - 北海道札幌市长（2003 - 2015），律师（参与了旭川学运事件的辩护）。1983年北海道知事选举时，参与了当选的横路孝弘的支持者。2003年在七人参选的市长选举中获胜，初次当选。将副市长秋元克广指定为继任者。
- 藤泽纯一 - 大阪府箕面市长（2004 - 2008）。
- 菅谷昭 - 长野县松本市长（2004 - 2020）。
- 邑上守正 - 东京都武藏野市长（2005 - 2017）。
- 小林正则 - 东京都小平市长（2005 - 2021）。
- 铃木俊夫 - 秋田县汤泽市长（2005 - 2009、2017- 2021），初次当选时是日本共产党员，后离党再次当选市长。
- 穗积亮次 - 爱知县新城市长（2005 - 2021），曾为马克思主义青年同盟的领导者，参与了冈山大学北津寮袭击事件。
- 东门美津子 - 冲绳县冲绳市长（2006 - 2014），曾为社民党众议院议员。
- 西川将人 - 北海道旭川市长（2006 - 2021），在保守分裂的影响下，首次当选的新人中击败了其他五人，成为28年来的非自民系市长。2021年辞去市长职位，同年在第49次众议院选举中竞选北海道6区，败给了曾在旭川市长选举中竞争过的前北海道议会议员东国幹。
- 关口博 - 东京都国立市长（2007 - 2011），在任期后半段，由于日本共产党成为市政野党，官网上的“日本共产党执政的自治体”名单中不再列出。
- 北桥健治 - 福冈县北九州市长（2007 - 2023），曾为民主党众议院议员，但当选时得到自民党和公明党的支持。
- 铃木康友 - 静冈县滨松市长（2007 - 2023），曾为民主党众议院议员。
- 鹿内博 - 青森县青森市长（2009 - 2016）。
- 中川智子 - 兵库县宝塚市长（2009 - 2021），曾为社民党众议院议员。
- 户田公明 - 岩手县大船渡市长（2010 - 2022），在2018年的市长选举中转向革新派。
- 马场一彦 - 东京都东久留米市长（2010 - 2014）。
- 稻岭进 - 冲绳县名护市长（2010 - 2018）。
- 安里猛 - 冲绳县宜野湾市长（2010 - 2011）。
- 藤原龙男 - 大阪府贝塚市长（2010 - 2022），在2010年市长选举中是副市长之间的竞争。
- 户羽太 - 岩手县陆前高田市长（2011 - 2023）。
- 泉房穂 - 兵库县明石市长（2011 - 2019、2019 - 2023），曾为民主党
- 高杉彻 - 茨城县常总市长（2012 - 2016）
- 梶正治 - 香川县丸龟市长（2013 - 2021）
- 西田弘志 - 熊本县水俣市长（2014 - 2018）
- 城间干子 - 冲绳县那霸市长（2014 - 2022）在辞职前离开了革新共斗的框架
- 松下玲子 - 东京都武藏野市长（2017 - 2023）曾为民进党都议。获得了日本共产党、立宪民主党、社会民主党、れいわ新选组、武藏野·生活者网络、绿党等的支持。
- 瑞庆览长敏 - 冲绳县南城市长（2018 - 2022）曾为民主党众议院议员
- 村越祐民 - 千叶县市川市长（2018 - 2022）曾为民主党众议院议员
- 菅根光雄 - 山形县尾花泽市长（2018 - 2022）
- 山川仁 - 冲绳县丰见城市长（2018 - 2022）
- 主濑了 - 岩手县瀧澤市长（2018 - 2022）曾为民进党参议院议员
- 村木英幸 - 东京都秋留野市长（2019 - 2022）

#### 特别区长
- 吉田万三 - 东京都足立区长（1996 - 1999）

#### 町长
- 关口庄六 - 新潟县三和村长（1994 - 1998）日本共产党员村长
- 嶋田正义 - 兵库县福崎町长（1995 - 2015）日本共产党员町长
- 大长芳雄 - 爱知县清洲町长（1997 - 2001）日本共产党员町长
- 田中胜巳 - 长野县木曾町长（1998 - 2013）日本共产党员町长，从木曽福岛町时代开始担任町长。
- 东野敏弘 - 兵库县黑田庄町长（1998 - 2005）
- 片山均 - 冈山县金光町长（2003 - 2006）日本共产党员町长
- 佐藤力 - 福岛县国见町长（2004 - 2012）日本共产党员町长
- 石井俊雄 - 千叶县长生村长（2004 - 2012）全国唯一拥有新社会党籍的首长
- 真锅宗平 - 京都府大山崎町长（2006 - 2010）日本共产党员町长，本职是插画师。
- 长崎良夫 - 北海道洞爷湖町长（2006 - 2010）曾为虻田町长（1998 - 2006）。在虻田町和洞爷湖町担任期间，他曾被列入日本共产党官网的“日本共产党执政的自治体”名单中。
- 太田贵美 - 京都府与谢野町长（2006 - 2014）曾为野田川町长（1994 - 2006）。她在野田川町长任期内获得日本共产党的支持，但保守派。她在京都府知事选举中支持了自民党等推举的候选人。她被认为可能是《森林里的熊》真正的作词者之一。
- 马场有 - 福岛县浪江町长（2007 - 2018）任期内曾被列入日本共产党官网的“日本共产党执政的自治体”名单中。
- 菊池幸彦 - 长野县南牧村长（2007 - 2015）日本共产党员村长
- 手嶋秀昭 - 福冈县川崎町长（2007 - 2011, 2015 - 2019）曾为社会民主党福冈县议员
- 茂木祐司 - 长野县御代田町长（2007 - 2019）日本共产党员町长
- 脇四计夫 - 富山县朝日町长（2010 - 2014）日本共产党员町长
- 工藤崇 - 兵库县上郡町长（2011 - 2013）日本共产党员町长
- 川岛理史 - 东京都大岛町长（2011 - 2015）日本共产党员町长
- 岩见武三 - 兵库县市川町长（2015 - 2023）日本共产党员町长。兵库县内的首长中最高龄，唯一拥有共产党籍的町长。之后的町长并未获得日本共产党的支持。

#### 村长
- 曾我逸郎 - 长野县中川村长（2005 - 2017）在任期内发起了无防备城市宣言

### 昭和时期就任

#### 知事
- 田中敏文 - 北海道知事（1947 - 1959）
- 横路孝弘 - 北海道知事（1983 - 1995），因父亲横路节雄的去世，成为众议院议员，共计五届。1983年参选知事并首次当选，实现了自田中敏文以来24年未有的革新道政复归。卸任知事后，他再次当选众议院议员（共12届），并担任众议院议长。
- 千田正 - 岩手县知事（1963 - 1979）
- 宫城音五郎 - 宫城县知事（1952 - 1956），在左右社会党以及改进党和县劳评的支持下当选，之后转为保守派，并指定保守派副知事为继任者。
- 小畑勇二郎 - 秋田县知事（1955 - 1979），1951年第二届秋田县知事选举中以日本社会党推荐身份参选但未能成功。1955年再度参选并在日本社会党和民主党联合支持下首次当选。
- 大沼康 - 宫城县知事（1956 - 1959），由县农协中央会长转为社会党公认的知事，任期中途去世。
- 畑和 - 埼玉县知事（1972 - 1992）
- 美浓部亮吉 - 东京都知事（1967 - 1979），原属日本社会党，因此在选举时日本共产党给予推荐，但在都政运营和都议会上成为反对派。卸任后担任一届参议院议员。
- 长洲一二 - 神奈川县知事（1975 - 1995），首次当选时得到所有在野党的支持，第二任后自民党和新自由俱乐部也转为支持他，但在第四任期后因池子弹药库问题共產党成为反对派。
- 武村正义 - 滋贺县知事（1974 - 1986），从八日市市长转型，但市长时期是保守派。卸任后成为自民党众议院议员并担任大藏大臣等职务。
- 蜷川虎三 - 京都府知事（1950 - 1978）
- 黑田了一 - 大阪府知事（1971 - 1979），首次当选时为革新联合，但因社会党与部落解放同盟与共产党对立，连任时仅获得共产党支持。
- 长野士郎 - 冈山县知事（1972 - 1996），首次当选时获得全在野党的支持，其后自民党加入执政联盟，社会党和共产党转为反对派。
- 西尾爱治 - 鸟取县知事（1947 - 1954）
- 远藤茂 - 鸟取县知事（1954 - 1958）
- 恒松安夫 - 岛根县知事（1951 - 1959）
- 恒松制治 - 岛根县知事（1975 - 1987），主要由革新派支持，但也获得部分保守派支持。
- 前川忠夫 - 香川县知事（1974 - 1986）
- 阿部五郎 - 德岛县知事（1947 - 1951）
- 杉本胜次 - 福冈县知事（1947 - 1955），从社会党议员转任知事，卸任后得到保守派和部分革新派支持成为久留米市长，并以保守派身份参选北九州市长。
- 鹈崎多一 - 福冈县知事（1959 - 1967）
- 奥田八二 - 福冈县知事（1983 - 1995）
- 木下郁 - 大分县知事（1955 - 1971），从右派社会党议员转型击败保守派的细田德寿成为知事，并在连任和第四次连任时获得自民党等保守派的支持。
- 屋良朝苗 - 琉球政府行政主席及冲绳县知事（1968 - 1976）
- 平良幸市 - 冲绳县知事（1976 - 1978）

#### 市区町村长

##### 北海道
- 五十岚广三 - 北海道旭川市长（1963 - 1975），首次当选时是全国最年轻的首长（当时37岁）。在任期间创办了旭山动物园并设立永久性步行街（平和通购物公园）。后成为日本社会党众议院议员，共五届，并担任建设大臣和内阁官房长官等职务，旭川市名誉市民。
- 松本勇 - 北海道旭川市长（1975 - 1978），因参选北海道知事而辞职的五十岚广三的继任者，任期为一届。
- 樱庭康喜 - 北海道名寄市长（1986 - 1996），在连任四届名寄市议员（社会党）后，以革新派无党籍身份参选并首次当选。作为陆上自卫队名寄驻屯地的所在地，尽管出身于革新派，但仍持容忍自卫队的立场。卸任市长后曾两次参选众议院议员和一次北海道议会议员，但均未当选。
- 山本武雄 - 北海道釧路市长（1957 - 1965）
- 山口哲夫 - 北海道釧路市长（1965 - 1977），1977年因所谓的“二百海里问题”被认为亲苏而遭到攻击。1986年成为日本社会党参议院议员并连任两届，但因第二届时对党的政策不满而退出，参与新社会党的组建并担任书记长，但在1988年的参议院选举中落选，成为党的顾问。
- 吉田政雄 - 北海道龟田町长（1971）及龟田市（现函馆市）长（1971 - 1973），合并后的1975年函馆市长选举中，在革新派支持下参选但未能当选。
- 吉村博 - 北海道带广市长（1955 - 1974）
- 大泉源郎 - 北海道苫小牧市长（1963 - 1983），在革新派支持下成为市长，但因推动苫小牧东部开发而后与革新派断绝关系。
- 长谷川正治 - 北海道室兰市长（1971 - 1979），全国革新会议的发起人之一，也是书法家，号为迟牛。
- 宇佐美福生 - 北海道北见市长（1967 - 1975），初代北见市长伊谷半次郎的侄子。
- 滨森辰雄 - 北海道稚内市长（1959 - 1991），以社会党公认身份首次当选，随后获得保守派支持连任八届，但在最后一届中败给了因多次批评其长期在任而参选的前社会党市议敦贺一夫。
- 橘内末吉 - 北海道夕张市长（1959 - 1971），虽为社会党籍，但也获得保守派支持。
- 吉田久 - 北海道夕张市长（1971 - 1979）
- 中田铁治 - 北海道夕张市长（1979 - 2003），致力于煤矿关闭后的度假村开发，但也为后来的财政困难埋下了隐患。
- 三上贯一 - 北海道赤平町长（1947 - 1954）及赤平市长（1954 - 1955）
- 远藤胜太郎 - 北海道赤平市长（1955 - 1975）
- 亲松贞义 - 北海道赤平市长（1987 - 2003）
- 菅秀基 - 北海道美唄市长（1956 - 1964）
- 侧见清一 - 北海道芦别市长（1955 - 1971）
- 横山勉 - 北海道伊达市长（1975 - 1983）
- 安井吉典 - 北海道东神乐村长（1947 - 1958）在首次当选时，是全北海道最年轻的村长。在1956年的大凶作中，他在村内设立了10个“困难问题咨询所”，并开展了农民金融对策和克服冷害的生活改善运动。1958年起，他连续11次当选为日本社会党众议院议员，历任日本社会党副委员长、众议院副议长等职务。他还被授予东神乐町名誉町民的称号。
- 丸谷金保 - 北海道池田町长（1957 - 1977）在首次当选时，他是北海道唯一一位拥有日本社会党籍的首长。卸任后，他担任了两届日本社会党参议院议员。在任期间，他开发了十胜葡萄酒，因此被称为“一村一品运动”的创始人。
- 岛本虎三 - 北海道仁木町长（1979 - 1987）自1960年起，他担任了5届日本社会党众议院议员，在公害和劳动问题方面是第一人，被称为“公害的岛虎”。在退出国会议员后，他在出身地小樽市附近的仁木町获得保守系町民的支持并首次当选。在当时的知事横路孝弘和堤清二等人的帮助下，他为振兴城镇作出了贡献。
- 北良治 - 北海道奈井江町长（1986 - 2018）他的父亲北胜太郎是奈井江町尚未升格为村之前的首任村长（官选），他的兄弟北修二是自民党参议院议员。

##### 东北
- 奈良冈末造 - 青森县青森市长（1967 - 1979），虽然他是保守系的，但在社会党的推荐下当选为市长，之后又在社会党的推荐下参加了参议院选举。
- 川口大助 - 秋田县秋田市长（1959 - 1971），市长卸任后，担任了3届社会党众议院议员。
- 千田谦藏 - 秋田县横手市长（1971 - 1991）。
- 佐藤敬治 - 秋田县大馆市长（1951 - 1967），市长卸任后，担任了6届社会党众议院议员。
- 畠山健治郎 - 秋田县大馆市长（1979 - 1991），市长卸任后，担任了2届社民党众议院议员。
- 山本弥之助 - 岩手县盛冈市长（1954 - 1965），市长卸任后，担任了3届社会党众议院议员。
- 铃木东民 - 岩手县釜石市长（1955 - 1967），曾任读卖新闻工会执行委员会主席，市长落选后担任了1届釜石市议员。
- 佐藤哲郎 - 岩手县水泽市（现・奥州市）长（1956 - 1968）。
- 佐藤菊藏 - 岩手县江刺市（同上）长（1967 - 1971）。
- 菊地喜久男 - 岩手县江刺市（同上）长（1979 - 1983）。
- 岛野武 - 宫城县仙台市长（1958 - 1984）。
- 千叶坚弥 - 宫城县石卷市长（1958 - 1972）。
- 大友安治 - 宫城县名取市长（1976 - 1980）。
- 金泽忠雄 - 山形县山形市长（1966 - 1994）。
- 小山孙次郎 - 山形县酒田市长（1959 - 1971）。
- 长俊英 - 山形县米泽市长（1975 - 1983）。
- 奥山英悦 - 山形县尾花泽市长（1958 - 1974）。
- 星川保松 - 山形县尾花泽市长（1978 - 1986），市长卸任后，担任了1届参议院议员，并担任民主改革联合代表。
- 河原田穰 - 福岛县福岛市长（1979 - 1985）。
- 秀濑日吉 - 福岛县郡山市长（1959 - 1977），虽然他是社会党公认的，但因新产业都市指定问题而脱离社会党，转向保守派。
- 矶野清治 - 福岛县常磐市（现・磐城市）长（1957 - 1966）。
- 田畑金光 - 福岛县磐城市长（1974 - 1986）。
- 唐桥东 - 福岛县喜多方市长（1970 - 1986），是演员唐桥充的祖父。
- 栗村和夫 - 宫城县小牛田町长（1966 - 1989），在1989年任期中辞职，并在当年7月的参议院选举中当选为社会党公认的宫城选区议员，但在任期中于1992年去世。

##### 东京都
- 田畑健介 - 东京都练马区长（1973 - 1987）。
- 青山良道 - 东京都中野区长（1979 - 1986），在任期间实行了教育委员会的准公选制。但该制度由前任大内正二制定。
- 神山好市 - 东京都中野区长（1986 - 2002）。
- 后藤喜八郎 - 东京都武藏野市长（1963 - 1979）。
- 铃木平三郎 - 东京都三鹰市长（1955 - 1975），虽然他是社会党公认的，但在第三任时与革新派发生对立，此后转向保守・中道系。
- 坂本贞雄 - 东京都三鹰市长（1975 - 1991）。
- 本多嘉一郎 - 东京都调布市长（1962 - 1978），他曾是电影摄影技师，战前曾在日活和大映工作。
- 原田彰俊 - 东京都保谷町长（1957 - 1967）→保谷市（现・西东京市）长（1967 - 1969），从医生转任为町长，在市制后继续担任市长，但因受贿被逮捕后辞职。
- 都丸哲也 - 东京都保谷市（同上）长（1977 - 1993）。
- 指田吾一 - 东京都田无町长（1962 - 1967）→田无市（同上）长（1967 - 1969），曾作为军医亲历广岛市原子弹爆炸，复员后开设医院，致力于治疗被爆者。
- 木部正雄 - 东京都田无市（同上）长（1969 - 1985）。
- 皿岛忍 - 东京都昭岛市长（1976 - 1984）。
- 永利友喜 - 东京都小金井市长（1971 - 1979）。
- 盐谷信雄 - 东京都国分寺市长（1969 - 1981）。
- 石塚一男 - 东京都国立市长（1967 - 1979）。
- 阿部行藏 - 东京都立川市长（1971 - 1975），他也是一位牧师，战前因违反治安维持法被捕，战后因涉及遣返者问题而被控非法监禁。在担任市长期间，他因自卫队基地搬迁问题引发了人权侵犯事件。
- 森田喜美男 - 东京都日野市长（1973 - 1997）。
- 大下胜正 - 东京都町田市长（1970 - 1990），在任期间，市职员的工资和退休金高额问题备受关注，原因是他最大的支持基础是町田市职员工会。

##### 关东
- 佐川一信 - 茨城县水户市长（1984 - 1993），最初以革新共斗的身份参选，第二次参选时得到了社会党系县劳联的推荐并当选。
- 万田五郎 - 茨城县日立市长（1963-1975），曾是社会党众议院议员，但也有日立电铁的高管和社长的经验，因此获得了保守派的广泛支持。
- 片寄冨七 - 茨城县矶原町长（1951-1956）→北茨城市市长（1956-1964）。
- 横田新六郎 - 茨城县水海道市（现・常总市）市长（1959-1963）。
- 坂本重道 - 茨城县出岛村（现・霞浦市）村长（1975-1990）。
- 金子益太郎 - 栃木县栃木市长（1963-1971）。
- 星野仁十郎 - 栃木县日光市长（1969-1981）。
- 石井繁丸 - 群马县前桥市长（1958-1978），曾是社会党众议院议员，第四任起社会党成为在野党，他转向保守和中道。
- 户泽久夫 - 群马县太田市长（1975-1995）。
- 本田直一 - 埼玉县浦和市（现・埼玉市）长（1959-1967）。
- 秦明友 - 埼玉县大宫市（同上）长（1959-1978）。
- 白鸟三郎 - 埼玉县与野市（同上）长（1959-1983）。
- 斋藤一布 - 埼玉县上尾市长（1963-1968）。
- 友光恒 - 埼玉县上尾市长（1972-1988）。
- 梅泽一郎 - 埼玉县加须市长（1967-1984）。
- 马场秀夫 - 埼玉县鴻巢町长（1946-1947, 1949-1951）行田市市长（1951-1955）。
- 黒田重晴 - 埼玉县越谷市长（1973-1977），市长退任后成为无所属的埼玉县议员。
- 黒泽春雄 - 埼玉县草加市长（1971-1973），因铁路事故去世。
- 铃木繁 - 埼玉县草加市长（1973-1977）。
- 山田三郎 - 埼玉县富士见市长（1972-1988）。
- 田中喜三 - 埼玉县上福冈市（现・富士見野市）长（1977-1997）。
- 新村胜雄 - 千叶县福田村长（1947-1957）→野田市长（1962-1976）。首次当选后8年内因与议会对立未能设立助理。在关东大地震后，目击了福田村事件（香川县药商行商队被屠杀，其中包括儿童）。
- 吉野孝 - 千叶县习志野市长（1967-1983）。
- 飞鸟田一雄 - 神奈川县横滨市长（1963-1978）。因出任日本社会党委员长而辞职，之后重返众议院（共六期）。
- 伊藤三郎 - 神奈川县川崎市长（1971-1989），以公害对策为竞选口号当选。
- 正木千冬 - 神奈川县镰仓市长（1970-1978）。曾因违反治安维持法被投狱，但其立场为支持战争一方。
- 长野正义 - 神奈川县横须贺市长（1957-1973）。
- 叶山峻 - 神奈川县藤泽市长（1972-1996）。他是战前共産党活动家兼该党市议员叶山又三郎的儿子，叶山峻本人也是社会党所属的市议员。市长退任后，担任两期民主党众议院议员。

##### 甲信越
- 鹰野启次郎 - 山梨县甲府市长（1953-1968），虽然出身社会党，但第三期时因行政改革与社会党县本部发生对立，社会党等推举河口亲贺县议员为刺客，最终他获得市职劳和保守派的支持当选。
- 河口亲贺 - 山梨县甲府市长（1971-1983），出身于社会党县议员，但因1983年统一地方选举中让儿子当选为县议员，遭到社会党县本部等的反对，原忠三前县议员被推举为刺客，河口亲贺因此落选。
- 原忠三 - 山梨县甲府市长（1983-1991）。
- 神泽浄 - 山梨县龙王村长（1947-1955）→龙王町（现・甲斐市）长（1984-1992），期间曾担任社会党县议员、参议院议员、众议院议员。
- 仓岛至 - 长野县长野市长（1954-1962）。
- 筒井直久 - 长野县松本市长（1947-1951）。
- 深泽松美 - 长野县松本市长（1969-1976）。
- 堀込义雄 - 长野县上田市长（1959-1963）。
- 小山一平 - 长野县上田市长（1963-1973），市长退任后担任社会党参议院议员三期，并担任参议院副议长。
- 荻原克巳 - 长野县柳原村长（1947-1951）→饭山市长（1958-1962）。
- 春日佳一 - 长野县饭山市长（1962-1978）。
- 高砂政郎 - 长野县鹽尻市长（1967-1971），第一位日本共产党员市长。
- 高桥恭男 - 长野县大町市长（1978-1990），现任大町市市长牛越彻的父亲。
- 川上喜八郎 - 新潟县新潟市长（1975-1982）。
- 小林孝平 - 新潟县长冈市长（1966-1984）。在参议院议员时期因严格质问政府的立场，被称为“毒蛇孝平”，但在市长期间与田中角荣关系密切。
- 志田保 - 新潟县新津市（现・新潟市秋叶区）长（1970-1981）。
- 斋藤富雄 - 新潟县新津市（现・新潟市秋叶区）长（1978-1991）。
- 富樫会 - 新潟县新發田市长（1970-1978）。
- 稻村稔夫 - 新潟县三条市长（1972-1976），市长退任后担任社会党参议院议员两期。
- 佐藤政治 - 新潟县五泉市长（1970-1982）。

##### 北陆
- 改井秀雄 - 富山县富山市长（1971-1983）。
- 冈良一 - 石川县金泽市长（1972-1978）。在昭和19年时批评当时的东条英机内阁，遭到陆军的惩罚征召而出兵。担任众议院议员期间取得医学博士学位，是作家五木寛之的岳父。
- 竹内伊知 - 石川县小松市长（1972-1980）。

##### 东海
- 长谷川泰三 - 静冈县三岛市长（1961-1977）。
- 渡边彦太郎 - 静冈县富士市长（1970-1990）。
- 井出敏彦 - 静冈县沼津市长（1973-1978）。
- 植松义忠 - 静冈县富士宫市长（1972-1976, 1980-1983）。
- 小林橘川 - 爱知县名古屋市长（1952-1961）。
- 本山政雄 - 爱知县名古屋市长（1973-1985），第三任时成为“全体与党”，但由自民、社会、公明、民社、社民连组成的阵营和以共产党为中心的阵营各自推荐候选人。这成为了如今除共产党外的全体与党与共产党的对立形式的开端。
- 大野正雄 - 爱知县春日井市长（1967-1970）。
- 庭瀬健太郎 - 爱知县常滑市长（1979-1987），从共产党市议员退党后参加市长选举并当选，市长落选后以无所属身份担任了三期常滑市议员。
- 西尾彦明 - 岐阜县中津川市长（1968-1976）。

##### 关西
- 富井清 - 京都府京都市长（1967 - 1971）
- 舩桥求己 - 京都府京都市长（1971 - 1981）
- 今川正彦 - 京都府京都市长（1981 - 1989），在自民、社会、公明等6党共同支持下参选并当选（其中，自民党、社会党、公明党推荐，共产党、民社党、社民连支持。当时唯一的新自由俱乐部提出了对立候选人）。然而，由于在1985年引入古都税，导致与佛教界的对立，成为革新共斗崩溃的原因之一。
- 田川熊雄 - 京都府宇治市长（1970 - 1974）
- 佐谷靖 - 京都府舞鹤市长（1954 - 1977），致力于日苏交流，并与蜷川知事关系密切。
- 小岛幸夫 - 京都府龟冈市长（1975 - 1979），日本共产党党员市长。
- 羽室清 - 京都府绫部市长（1970 - 1982）
- 山中末治 - 京都府八幡市长（1956 - 1980），市长退任后，担任社会党众议院议员两期。
- 岛利一 - 京都府城阳町长→城阳市长（1971 - 1977），自蜷川革新府政时代以来，作为革新派首长连续当选，但因小学教学楼建筑相关的不正事件引咎辞职。
- 近藤博夫 - 大阪府大阪市长（1947 - 1951）
- 大岛靖 - 大阪府大阪市长（1971 - 1987），在社会、公明、民社的支持下首次当选，第二任以后也得到了自民党等保守派的支持。
- 铃木义仲 - 大阪府布施市（现・东大阪市）长（1951 - 1963）
- 西尾九一 - 大阪府河内市（同上）长（1960 - 1964）
- 伏见格之助 - 大阪府东大阪市长（1970 - 1982），第三任开始，共产党成为在野党。
- 榎原一夫 - 大阪府吹田市长（1971 - 1991）
- 阪上安太郎 - 大阪府高槻市长（1950 - 1958）
- 吉田得三 - 大阪府高槻市长（1966 - 1976）
- 井上一成 - 大阪府摄津市长（1968 - 1976），市长退任后，担任社会党→旧民主党众议院议员六期，曾任邮政大臣。第六期从旧民主党参选，后来加入自由党→保守党→自民党，被认为是部落出身。
- 井上信也 - 大阪府摄津市长（1976 - 1988），前摄津市市长井上一成的亲弟弟，因哥哥转进国政，作为继任者从府议员转进。曾是革新共斗，但第三任时，共产党转为市政在野党，随后落选，后来加入工薪党。
- 津田一朗 - 大阪府羽曳野市长（1973 - 1989），日本共产党党员市长。
- 寺嶋宗一郎 - 大阪府枚方町长（1947）→枚方市长（1947 - 1955, 1959 - 1967）
- 山村富造 - 大阪府枚方市长（1967 - 1975）
- 北牧一雄 - 大阪府枚方市长（1975 - 1991）
- 原田诚一 - 大阪府交野町长（1966 - 1971）→交野市长（1971 - 1990）
- 北川义男 - 大阪府寝屋川市长（1970 - 1983）
- 山脇悦司 - 大阪府八尾市长（1975 - 1995）
- 井上喜代一 - 大阪府河内长野市长（1966 - 1980）
- 吉道勇 - 大阪府贝冢市长（1970 - 2010），初次当选时为日本社会党单独推荐，之后建立了全体与党体制，是泡沫经济后期少数几个自共相乘的首长之一。
- 宫崎辰雄 - 兵库县神户市长（1969 - 1989），第二任时转向革新派，但第三任以后表现出不将政治意识形态带入市政的态度，转而成为全体与党成员。他是株式会社神户市的“创始人”，也是“非核神户方式”的倡导者。尽管他是登山家，但因其一边倒的开发姿态受到其他登山家的批评。
- 篠田隆义 - 兵库县尼崎市长（1966 - 1978），旧日本社会党公认的市长。
- 野草平十郎 - 兵库县尼崎市长（1978 - 1990）
- 山田耕三郎 - 滋贺县大津市长（1972 - 1980），市长退任后，担任参议院议员两期，并成为联合参议院初代代表。
- 山田丰三郎 - 滋贺县大津市长（1980 - 2003），前任山田耕三郎辞职参选参议院议员时，被指定为后继者，当时得到所有政党的推荐并无投票当选。在任六期共23年（2003年年底辞职），但作为革新自治体直到1988年大津市市长选举为止。在任期间市长选举的最低投票率屡次刷新。因年高和多选以及与自治会的勾结问题被关注，最终甚至执政党派也提出了退职建议。
- 寺西清 - 和歌山县汤浅町长（1970 - 1994）
- 桥本哲朗 - 兵库县朝来町长（1975 - 1991）
- 山田兼三 - 兵库县南光町长（1980 - 2005），日本共产党党员町长。尽管他是共产党党员，但并不反对在町议会中悬挂日章旗。

##### 中四国
- 田渊久 - 冈山县冈山市长（1955 - 1959）
- 寺田熊雄 - 冈山县冈山市长（1959 - 1963）
- 滨井信三 - 广岛县广岛市长（1947 - 1955, 1959 - 1967）。作为社会党代表随员参加了旧金山和约会议。
- 松本贤一 - 广岛县吴市长（1954 - 1961）。他是贵族院议员、吴山市市长松本胜太郎的儿子。
- 山田机平 - 广岛县府中町长（1972 - 1988）
- 脇信男 - 香川县高松市长（1971 - 1995）
- 石田良三 - 岛根县大田市长（1985 - 1989）
- 宫本研道 - 山口县小郡町（现山口市）长（1977 - 2001）
- 泉敬太郎 - 爱媛县新居濱市长（1965 - 1984）。他是最后一位以社会党公认身份当选的市长。
- 氏原一郎 - 高知县高知市长（1951 - 1967）
- 坂本昭 - 高知县高知市长（1967 - 1978）
- 横山龙雄 - 高知县高知市长（1978 - 1994）
- 板原传 - 高知县土佐市长（1969 - 1983）
- 天野刚秋 - 高知县须崎市长（1966 - 1974）

##### 九州
- 中野真吾 - 福冈县门司市（现北九州市）长（1947 - 1955）
- 大坪纯 - 福冈县八幡市（现北九州市）长（1959 - 1963）
- 吉田法晴 - 福冈县北九州市长（1963 - 1967）
- 细谷治嘉 - 福冈县大牟田市长（1955 - 1963）。市长退任后，担任了社会党众议院议员9届。
- 坂本九十百 - 福冈县田川市长（1955 - 1979）
- 滝井义高 - 福冈县田川市长（1979 - 2003）。他是一名开业医生，一直是日本社会党和社会民主党的成员，但无论保守派还是进步派，他都因个人魅力而受欢迎，他的支持基础坚实，被称为“滝井党”。
- 金子忠 - 福冈县行桥市长（1966 - 1976）
- 佐藤益美 - 大分县大分市长（1975 - 1991）。他是前社会党县议员，第二届之后，自民党也给予了支持。
- 平濑实武 - 鹿儿岛县鹿儿岛市长（1959 - 1963）
- 末吉利雄 - 鹿儿岛县鹿儿岛市长（1967 - 1975）
- 坂井孟一郎 - 长崎县香烧町（现长崎市）长（1947 - 1987）

##### 冲绳
- 平良良松 - 冲绳县那霸市长（1968 - 1984）
- 亲泊康晴 - 冲绳县那霸市长（1984 - 2000）
- 石川修 - 冲绳县石川市（现宇流麻市）长（1974 - 1978）
- 大山朝常 - 冲绳县胡差市（现冲绳市）长（1958 - 1974）。1970年，他任胡差市长期间发生了胡差暴动，当时有流言称他是暴动的首谋者。此外，他在暴动期间还遭到暴徒袭击。他是冲绳社会大众党的创始成员之一。从20世纪90年代后期开始，他积极倡导琉球独立。不过需要澄清的是，他并未担任过冲绳市市长。
- 崎间健一郎 - 冲绳县宜野湾市长（1969 - 1973）
- 米须清与 - 冲绳县宜野湾市长（1973 - 1977）
- 桃原正贤 - 冲绳县宜野湾市长（1985 - 1993）
- 又吉盛一 - 浦添村长（1968 - 1970），后成为冲绳县浦添市长（1970 - 1980）
- 渡具知裕德 - 冲绳县名护市长（1970 - 1986）
- 平良重信 - 冲绳县平良市（现宫古岛市）长（1969 - 1978）。任期内因腐败事件在第三届任期途中辞职。
- 桃原用水 - 冲绳县石垣市长（1966 - 1974）。隶属于冲绳社会大众党。
- 内原英郎 - 冲绳县石垣市长（1974 - 1990）。隶属于冲绳社会大众党。
- 山内德信 - 冲绳县读谷村长（1974 - 1998）。他从读谷村长退任后，担任了太田昌秀知事的县出纳长，并在退任后成为社民党的参议院议员（任期1届）。